# جون يونغ (عازف بيانو)
جون يونغ (بالإنجليزية: John Young)‏ هو عازف جاز وعازف بيانو أمريكي، ولد في 16 مارس 1922 في ليتل روك في الولايات المتحدة، وتوفي في 16 أبريل 2008 في شيكاغو في الولايات المتحدة.

## وصلات خارجية
- جون يونغ على موقع ميوزك برينز (الإنجليزية)